# Ghép kênh phân chia theo tần số trực giao
Kỹ thuật OFDM (viết tắt của Orthogonal frequency-division multiplexing) là một trường hợp đặc biệt của phương pháp điều chế đa sóng mang, trong đó các sóng mang phụ trực giao với nhau, nhờ vậy phổ tính hiệu ở các sóng mang phụ cho phép chồng lấn lên nhau mà phía thu vẫn có thể khôi phục lại tín hiệu ban đầu. Sự chồng lấn phổ tín hiệu làm cho hệ thống OFDM có hiệu suất sử dụng phổ lớn hơn nhiều so với kỹ thuật điều chế thông thường.
Kỹ thuật điều chế OFDM do R.W Chang phát minh năm 1966 ở Mỹ [1]. Trong những thập kỷ vừa qua, nhiều công trình khoa học về kỹ thuật này đã được thực hiện ở khắp nơi trên thế giới. Đặc biệt là công trình khoa học của Weistein và Ebert đã chứng minh rằng phép điều chế OFDM có thể thực hiện được thông qua phép biến đổi IDFT và phép giải điều chế OFDM có thể thực hiện được bằng phép biến đổi DFT[2]. Phát minh này cùng với sự phát triển của kỹ thuật số làm cho kỹ thuật điều chế OFDM được ứng dụng trở nên rộng rãi. Thay vì sử dụng IDFT người ta có thể sử dụng phép biến đổi nhanh IFFT cho bộ điều chế OFDM, sử dụng FFT cho bộ giải điều chế OFDM.
Ngày nay kỹ thuật OFDM còn kết hợp với phương pháp mã kênh sử dụng trong thông tin vô tuyến. Các hệ thống này còn được gọi COFDM (code OFDM). Trong hệ thống này tín hiệu trước khi được điều chế OFDM sẽ được mã kênh với các loại mã khác nhau nhằm mục đích chống lại các lỗi đường truyền. Do chất lượng kênh (fading và SNR) của mỗi sóng mang phụ là khác nhau, người ta điều chế tín hiệu trên mỗi sóng mang với các mức điều chế khác nhau. Hệ thống này mở ra khái niệm về hệ thống truyền dẫn sử dụng kỹ thuật OFDM với bộ điều chế tín hiệu thích ứng. Kỹ thuật này đã được sử dụng trong hệ thống thông tin máy tính băng rộng HiperLAN/2 ở châu Âu. Trên thế giới hệ thống này được chuẩn hóa theo tiêu chuẩn IEEE.802.11a.

## Ưu điểm
Hệ thống OFDM có thể loại bỏ hoàn toàn hiện tượng giao thoa giữa các ký hiệu(ISI) nếu độ dài chuỗi bảo vệ (guard interval leght) lớn hơn trễ truyền dẫn lớn nhất của kênh.
Phù hợp cho việc thiết kế hệ thống truyền dẫn băng rộng, do ảnh hưởng của sự phân tập về tần số đối với chất lượng của hệ thống được giảm nhiều so với hệ thống truyền dẫn đơn sóng mang.

## Nhược điểm
Đường bao biên độ của tín hiệu phát không bằng phẳng. Điều này gây ra méo phi tuyến ở các bộ khuếch đại công suất ở máy phát và máy thu.
Sử dụng chuỗi bảo vệ tránh được nhiễu phân tập đa đường nhưng làm giảm đi một phần hiệu suất sử dụng đường truyền, do bản thân chuỗi bảo vệ không mang thông tin có ích.
Do yêu cầu về điều kiện trực giao giữa các sóng